# Chiesa di Santa Maria (Lugano)
La chiesa parrocchiale di Santa Maria è un edificio religioso che si trova nel quartiere luganese di Pregassona.

## Storia
La struttura viene citata per la prima volta in documenti storici risalenti al 1222. Nel XVI e XVII secolo venne profondamente rimaneggiata fino ad assumere l'aspetto odierno. La facciata venne realizzata nel XIX secolo.

## Descrizione
La chiesa ha una pianta a tre navate suddivise in cinque campate; la navata centrale è sovrastata da una volta a botte lunettata (che prosegue anche sopra il coro), le due navate laterali sono sovrastate da una volta a crociera.
La navata laterale destra termina nella cappella detta della Madonna di Pazzalino, coperta da una cupola ottagonale e adornata da un affresco raffigurante la battaglia di Lepanto.
La navata laterale sinistra termina invece nell'altare della Deposizione, arricchito da un paliotto in scagliola.
Il campanile è un rimodernamento di una struttura post-romanica.

## Organo a canne
Sulla cantoria lignea in controfacciata, si trova l'organo a canne, costruito nel 1901 da Carlo Vegezzi Bossi. Lo strumento, acquistato dalla parrocchia nel 1931, è stato revisionato nel 1978 da Giuseppe Abati. Lo strumento, a trasmissione pneumatico-tubolare, ha due tastiere di 58 note ciascuna ed una pedaliera di 30.